# Die Frau von vierzig Jahren
Die Frau von vierzig Jahren è un film muto del 1925 diretto da Richard Oswald.
Fu l'esordio cinematografico di Dina Gralla. Nata a Varsavia, aveva studiato danza e recitazione a Berlino. Nel cast, appare anche il nome del famoso regista Paul Leni in uno dei suoi ultimi film firmati da scenografo.

## Produzione
Il film fu prodotto dalla Richard Oswald-Film AG (Berlin).

## Distribuzione
Uscì nelle sale cinematografiche tedesche il 12 aprile 1925.